# الشعوب (حزم العدين)

تعديل مصدري - تعديل

الشعوب هي إحدى قرى عزلة الأصيور بمديرية حزم العدين التابعة لمحافظة إب، بلغ تعداد سكانها 522 نسمة حسب تعداد اليمن لعام 2004.